# Ислам в Парагвае

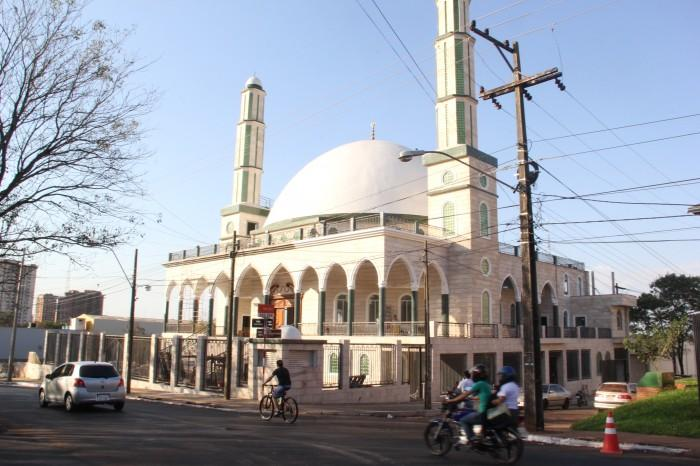
Мечеть Алхаулафа аль-Рашдин в Сьюдад-дель-Эсте

Ислам в Парагвае — религия меньшинства, его исповедует 507 человек, что составляет менее 0,008 % от общей численности населения этой страны.

## История
Ислам в Парагвае начал распространяться в конце XX века вместе с мигрантами-мусульманами из Сирии, Ливана и других государств Ближнего Востока. Парагвайский исламский центр (исп. Centro Benéfico Cultural Islámico Asunción) возглавляет Фаози Мохамад Омари. Офис центра находится в городе Асунсьон.